# Tommaso da Modena
Tommaso Barisini, meglio conosciuto come Tommaso da Modena (Modena, 1326 – 1379), è stato un pittore e miniatore italiano.

## Biografia
Scarse sono le notizie sulla sua attività giovanile, cui appartengono alcuni affreschi nel Duomo di Modena e due notevoli tavolette a Modena presso la Galleria Estense e a Bologna presso la Pinacoteca. A Bologna, Tommaso recepì il naturalismo della scuola locale, ma non fu influenzato dalle esperienze più originali come l'espressionismo di Vitale da Bologna.
La sua arte mescola realismo giottesco, eleganza gotica e, aspetto caratteristico del miniatore, gusto per il dettaglio inconsueto e il particolare minuto.
Molto importante è la successiva attività a Treviso realizzatasi in varie riprese; a una prima fase (1352) risalgono i 40 ritratti di domenicani nella Sala capitolare del Convento di San Nicolò; successivi sono gli affreschi sui pilastri dell'attigua chiesa, come San Gerolamo, Sant'Agnese e San Romualdo.

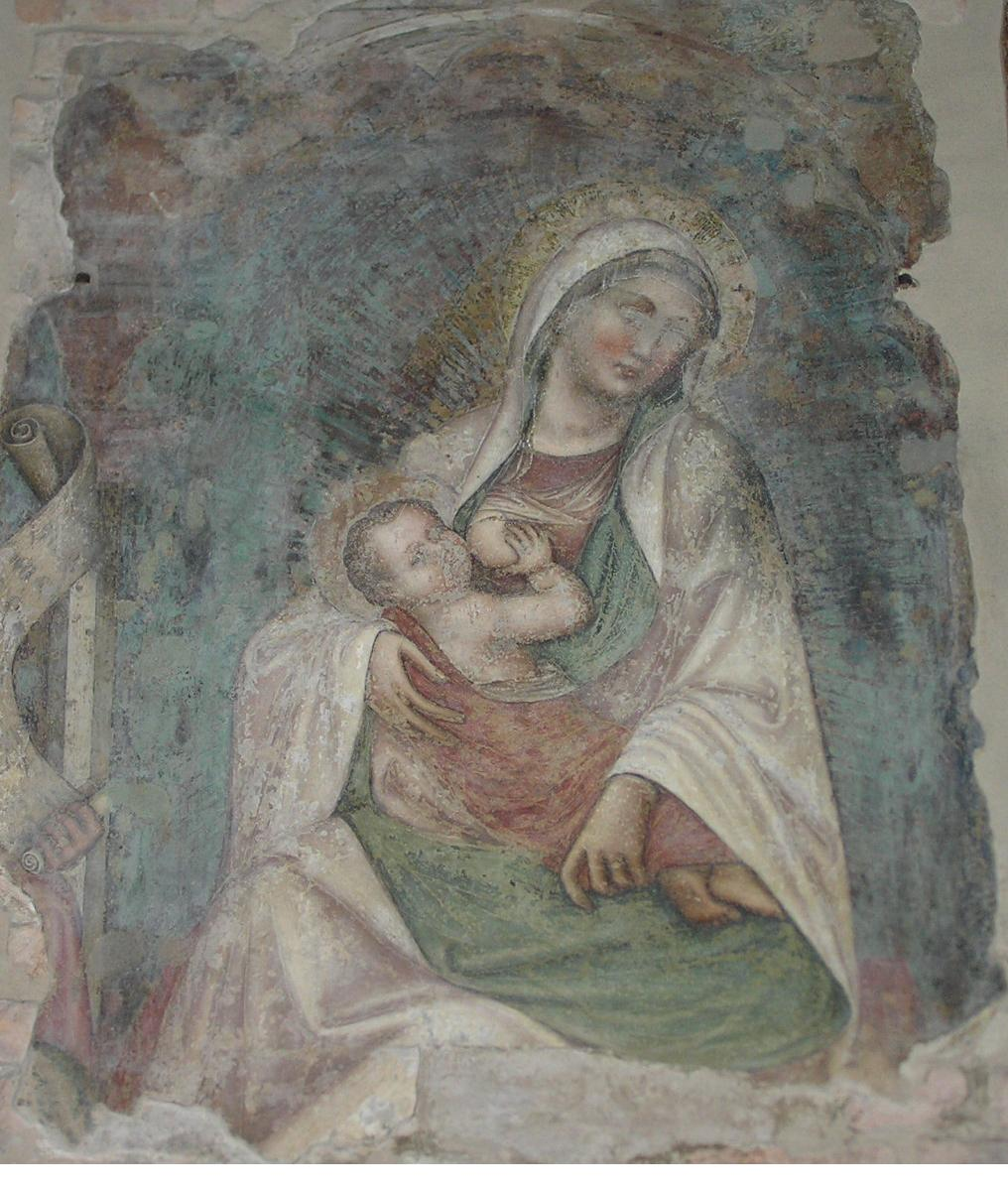
Tommaso da Modena, Madonna col Bambino, 1350 circa, chiesa di Sant'Agostino, Modena

Soprattutto nella serie dei Ritratti di Domenicani dimostrò una pittura realisticamente concreta, che non trova riscontro in artisti coevi. A differenza, infatti, dei complessi motivi allegorici usati per esempio per una commissione simile da Andrea Bonaiuti nel Cappellone degli Spagnoli a Santa Maria Novella a Firenze, Tomaso ritrasse quaranta membri illustri dell'ordine, ciascuno seduto al suo scranno, in pose reali e così espressivamente caratterizzate da far pensare che si sia servito di modelli, magari gli stessi frati del convento. Negli affreschi sono dispiegati uomini giovani e meno giovani, ognuno occupato in un'azione diversa con gesti eloquenti e peculiari. Il realismo arriva a tal punto da raffigurare qualcuno malsano, qualcuno con la barba incolta, tanto da avere un campionario di personaggi dove, per la prima volta, viene tentato uno studio psicologico.
Nel 1355 Tommaso dipinse alcune tavolette per la moglie dell'imperatore Carlo IV, a testimoniare l'altissima fama della quale godeva, opere che tutt'oggi si trovano al Castello di Karlštein.
La migliore vena narrativa venne espressa anche nel Ciclo di Sant'Orsola nella chiesa di Santa Margherita degli Eremitani, del 1360-1366, oggi conservato nella chiesa di Santa Caterina, sede dei Musei civici di Treviso. La forma è vivace e immediata, la mimica varia ed efficace, la varietà dei personaggi e dei costumi è amplissima.
Altre opere sono conservate a Baltimora, Treviso, Verona e Modena. A Feltre dipinse nella chiesa di Celarda dedicata a San Benedetto due affreschi, che erano nascosti da un altare ligneo e che furono scoperti nel 1998, di due santi: Sant'Antonio Abate e Santa Caterina d'Alessandria. Poco lontano nell'arcone dell'abside della basilica dei Santi Vittore e Corona, che sovrasta Celarda dal monte Miesna, dipinse una serie di angeli musicanti. La natura della pittura ad affresco presuppone la presenza dell'autore. Probabilmente tali dipinti sono legati alle tavole del palazzo di Carlo IV di Boemia, che nel 1354 visitò l santuario feltrino. A Modena sono conservati due affreschi raffiguranti lo stesso soggetto, la Madonna col Bambino, in due chiese diverse: nella chiesa di Sant'Agostino e nella chiesa di San Biagio.
Come miniatore, gli sono state anche attribuite alcune pagine del cosiddetto Offiziolo dei Mesi, un Officium Beatae Mariae Virginis conservato nella Biblioteca Comunale di Forlì.
La sua lezione fu uno degli stimoli più incisivi nella formazione di Altichiero.
A Treviso è possibile percorrere l'itinerario "Con gli Occhiali di Tomaso" sulle orme dell'artista modenese in sei tappe: sala del Capitolo dei Domenicani, chiesa di San Nicolò, Museo diocesano di Treviso, chiesa di Santa Lucia, chiesa di San Francesco e la chiesa di Santa Caterina. In queste tappe è possibile ammirare gli affreschi dell'artista, in particolare nella sala del Capitolo dei Domenicani, della fine del XIII secolo, appare nell'affresco di Tomaso del 1352, la prima rappresentazione degli occhiali nella storia dell'arte.

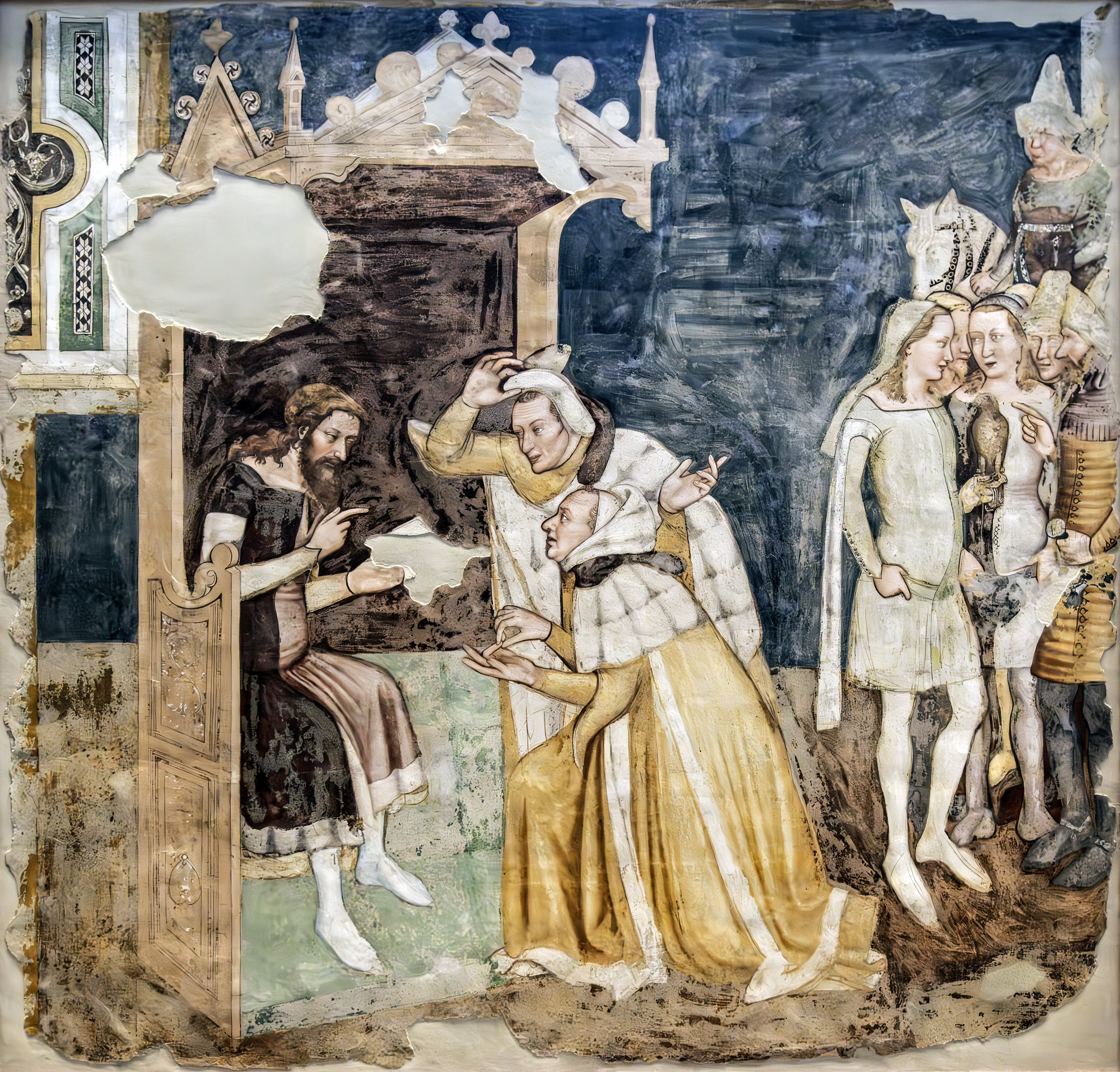
Storie di Sant'Orsola - L'invio degli ambasciatori del re d'Inghilterra - Museo Civico, Treviso
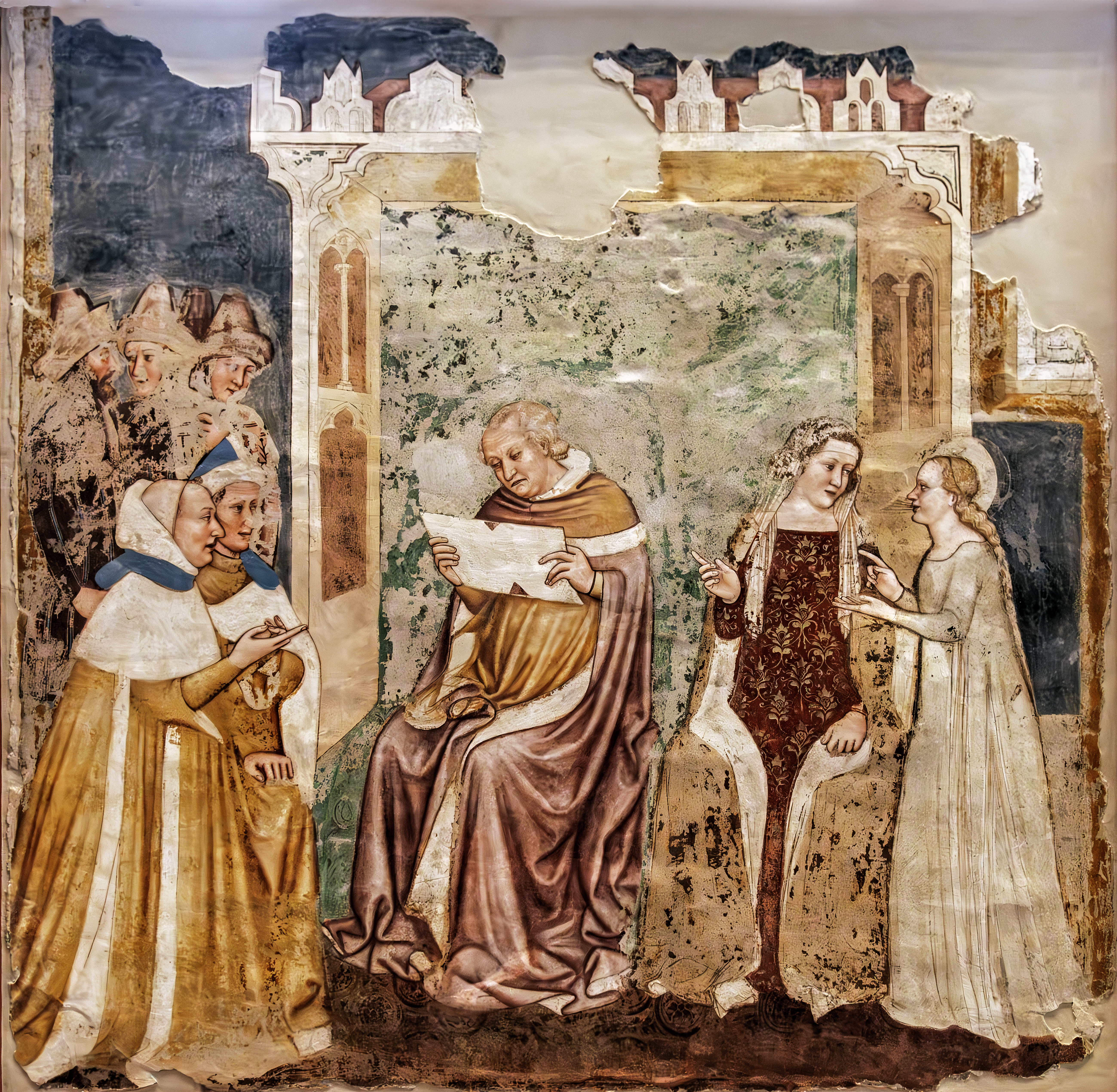
Storie di Sant'Orsola - Gli ambasciatori inglesi presso il re di Bretagna - Museo Civico, Treviso
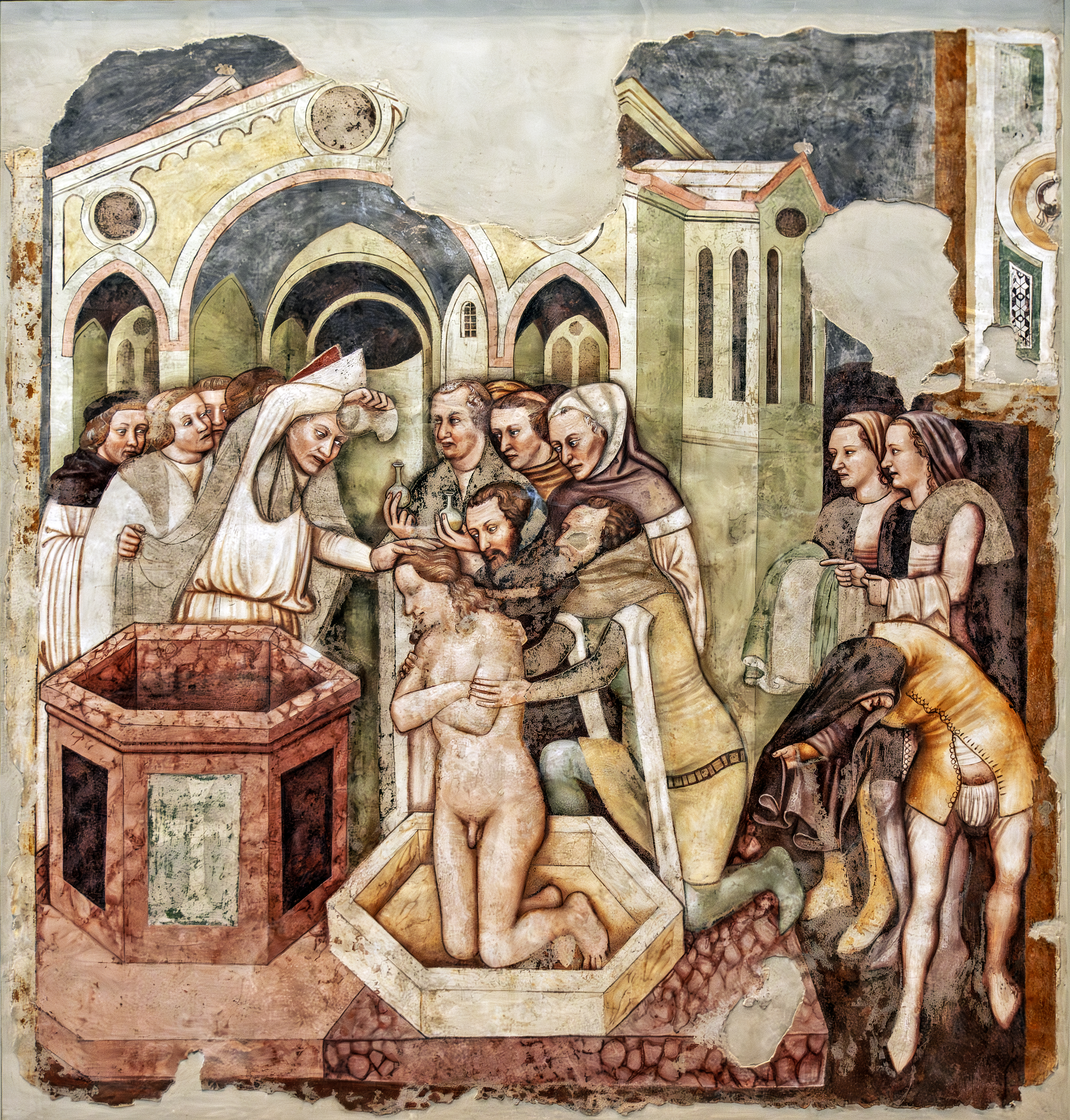
Storie di Sant'Orsola - Battesimo del principe d'Inghilterra - Museo Civico, Treviso
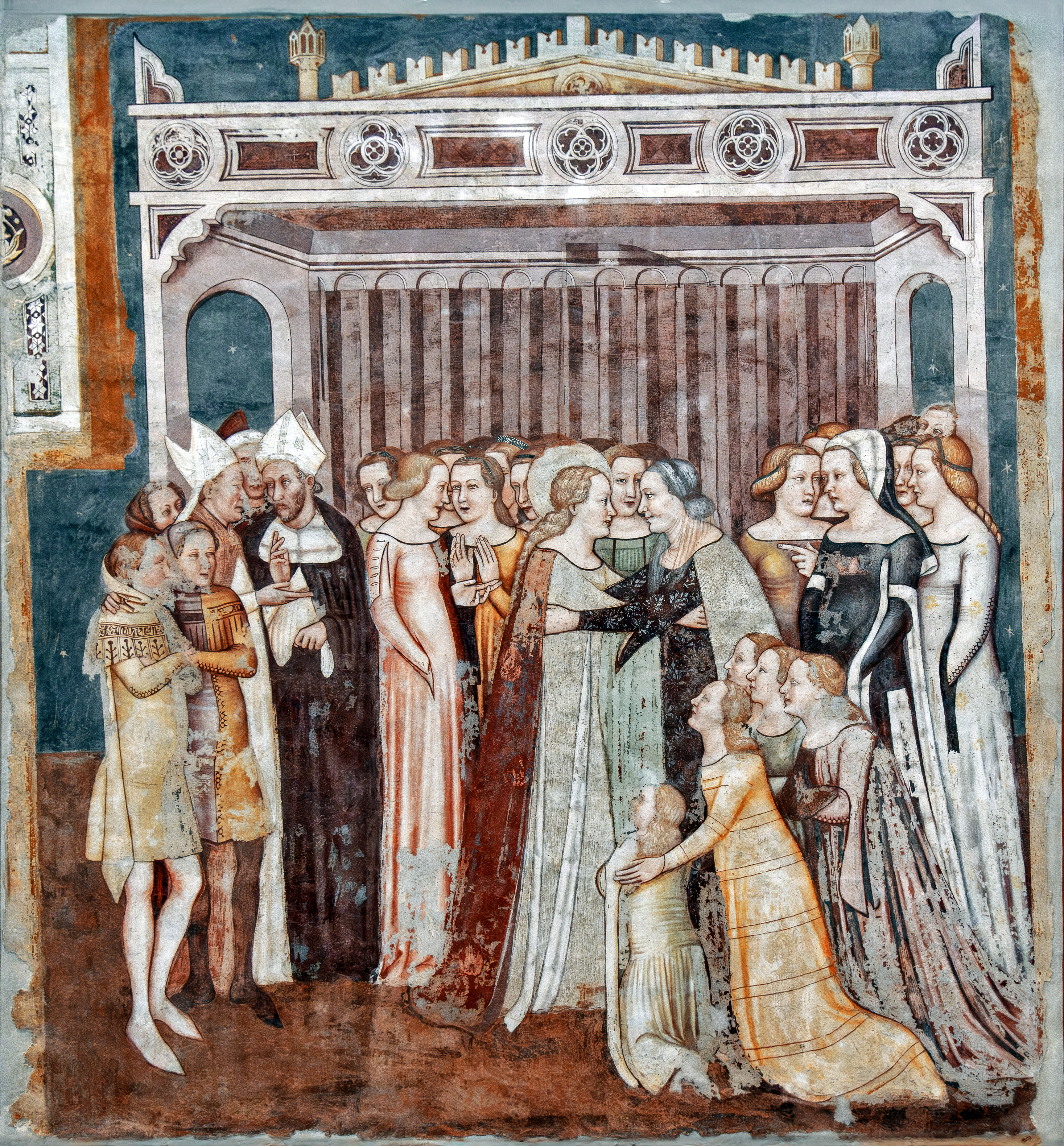
Storie di sant'Orsola - Commiato di Orsola dalla madre - Museo Civico, Treviso
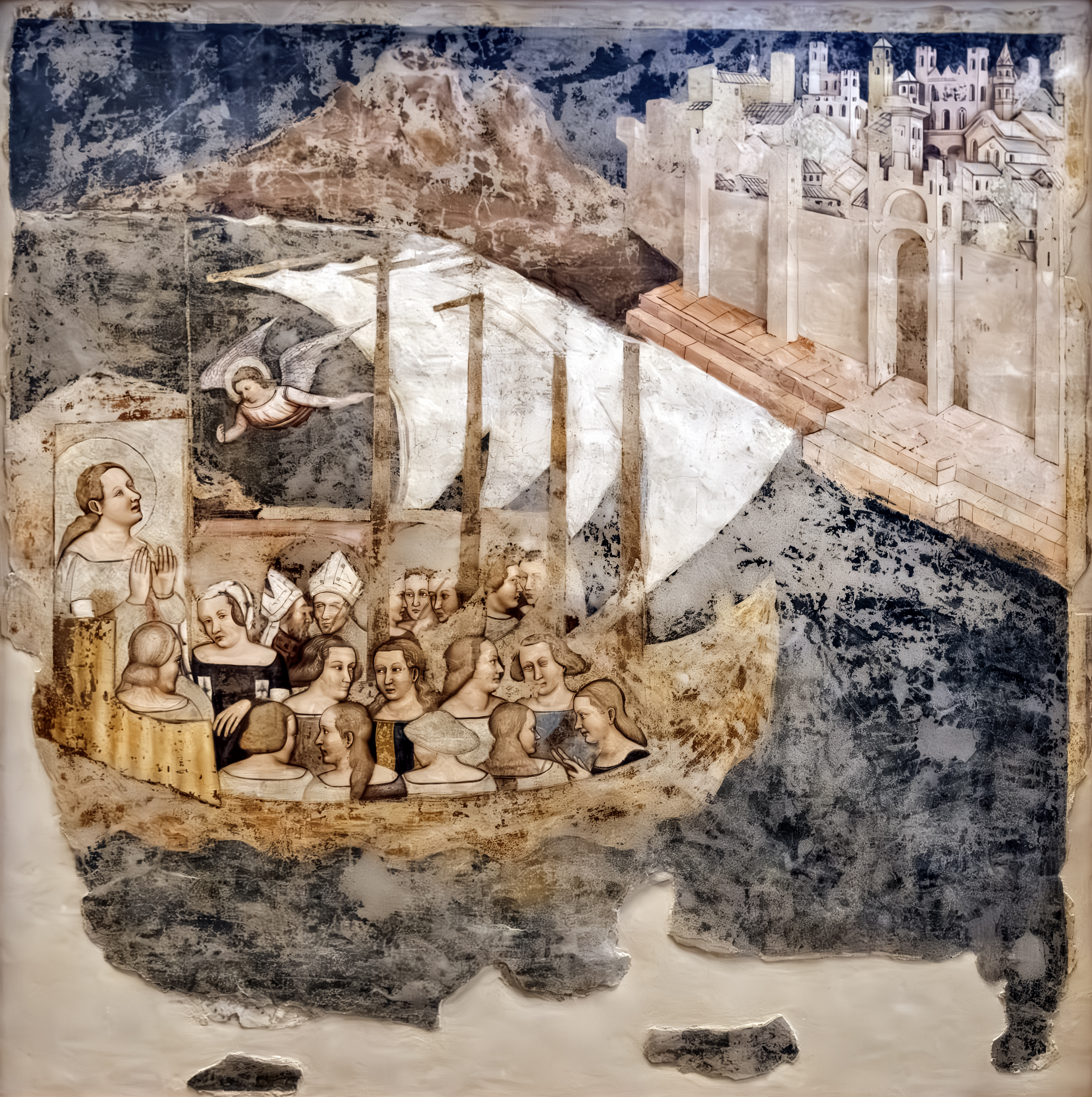
La navigazione verso Roma - Museo Civico, Treviso
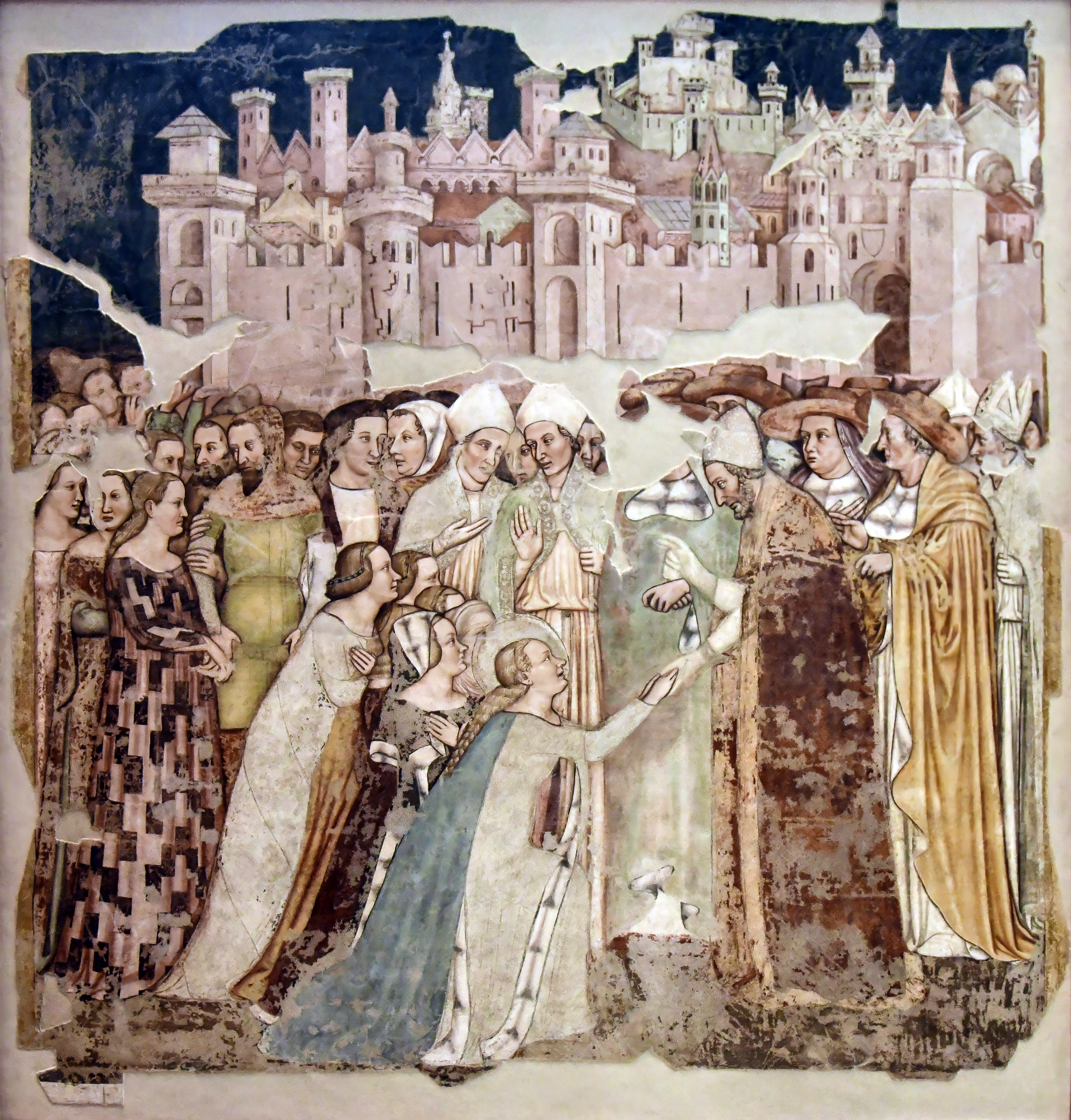
Storie di sant'Orsola - Incontro di Orsola con il Papa a Roma - Museo Civico, Treviso
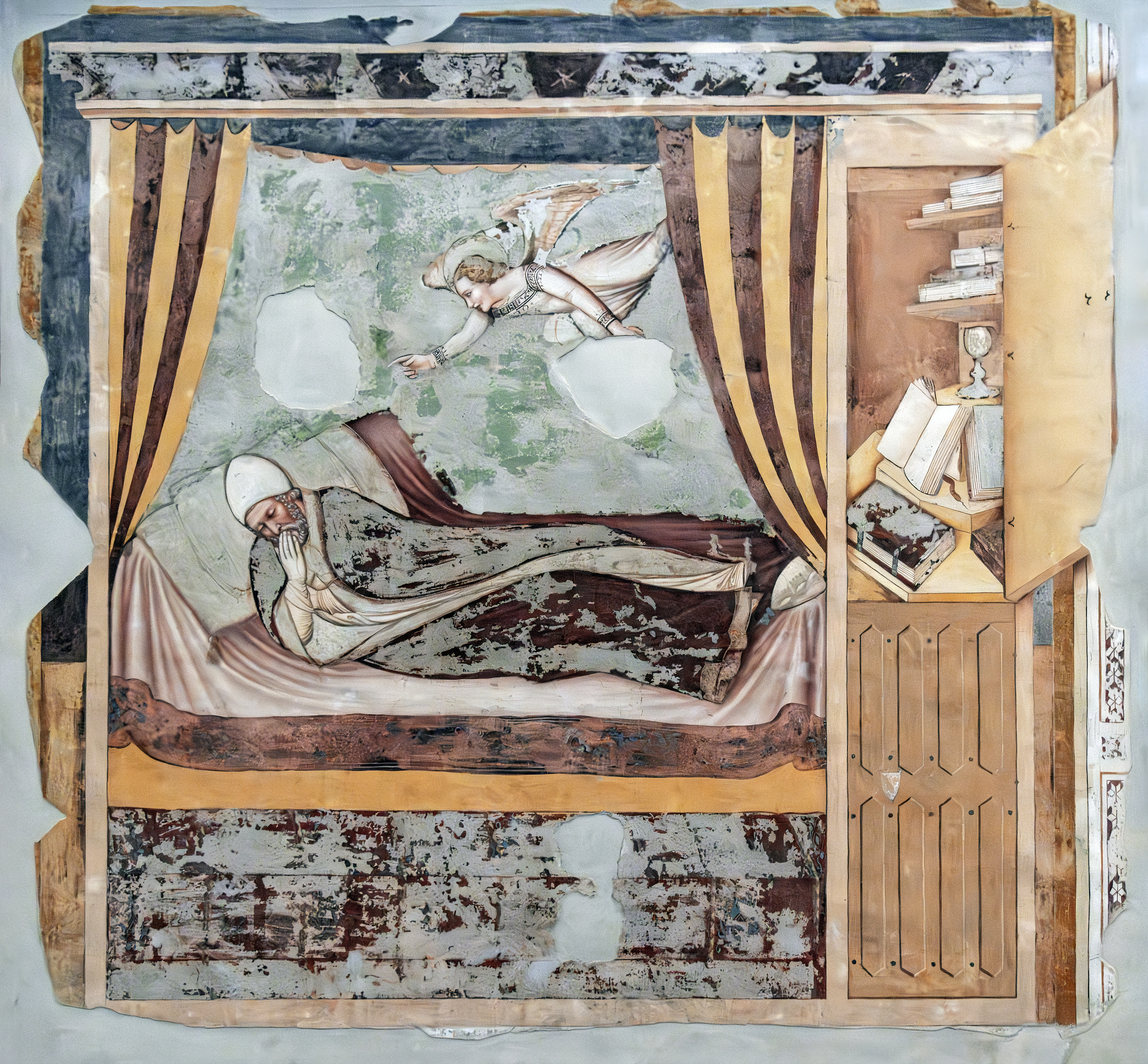
Storie di sant'Orsola - Il sogno del Papa - Museo Civico, Treviso
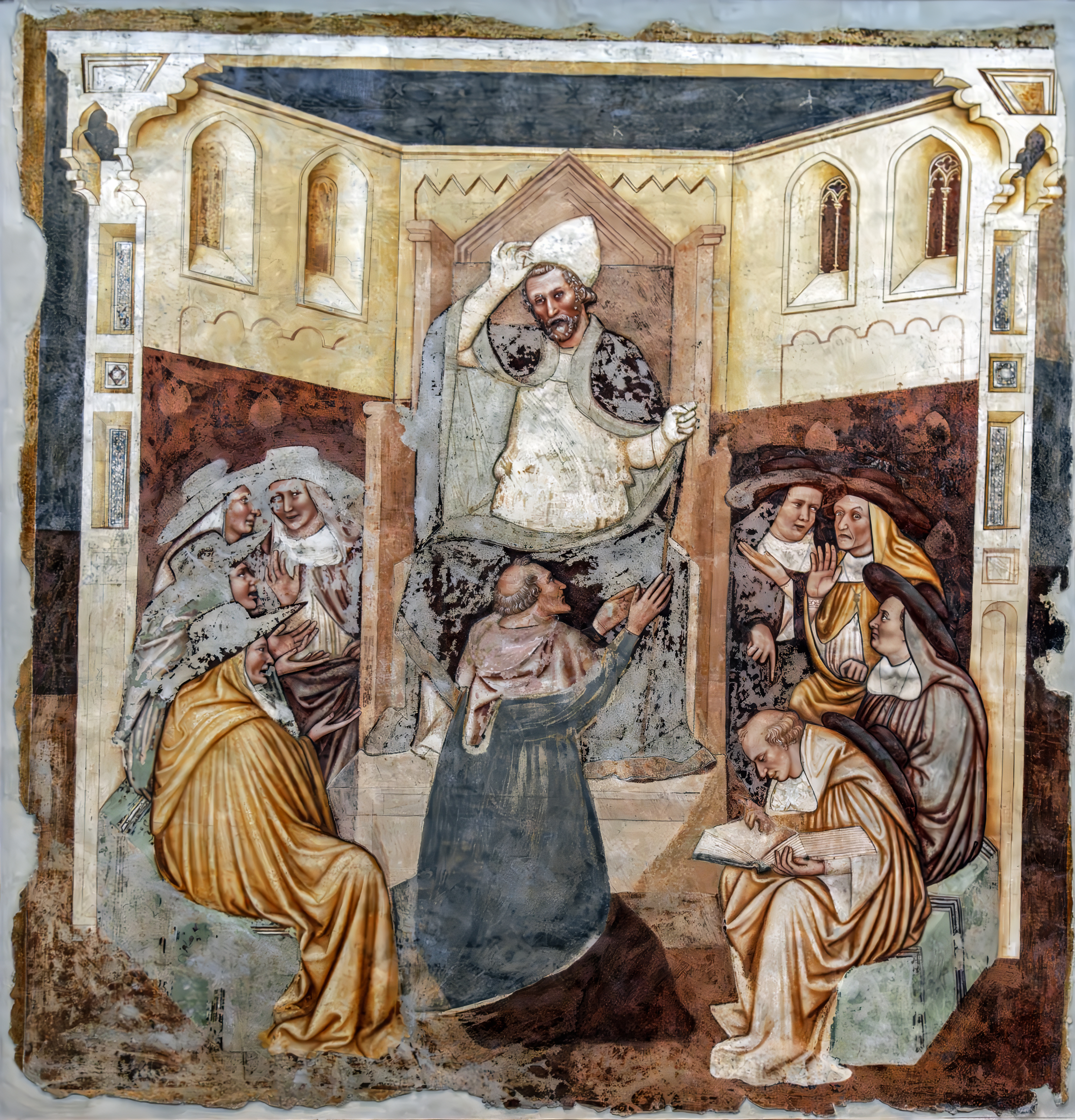
Storie di sant'Orsola - L'abdicazione del Papa - Museo Civico, Treviso
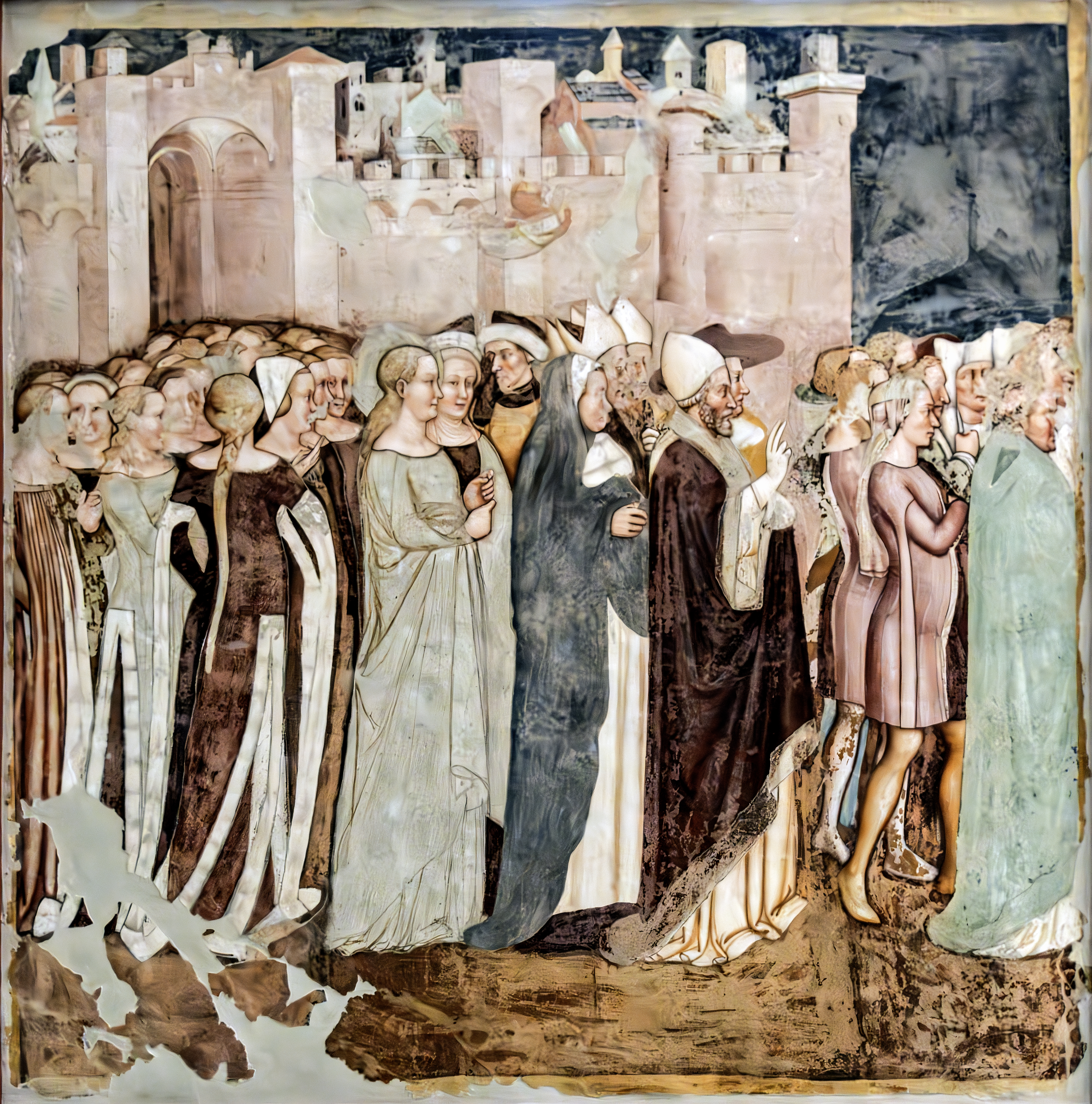
Storie di Sant'Orsola - La partenza da Roma -  Museo Civico, Treviso
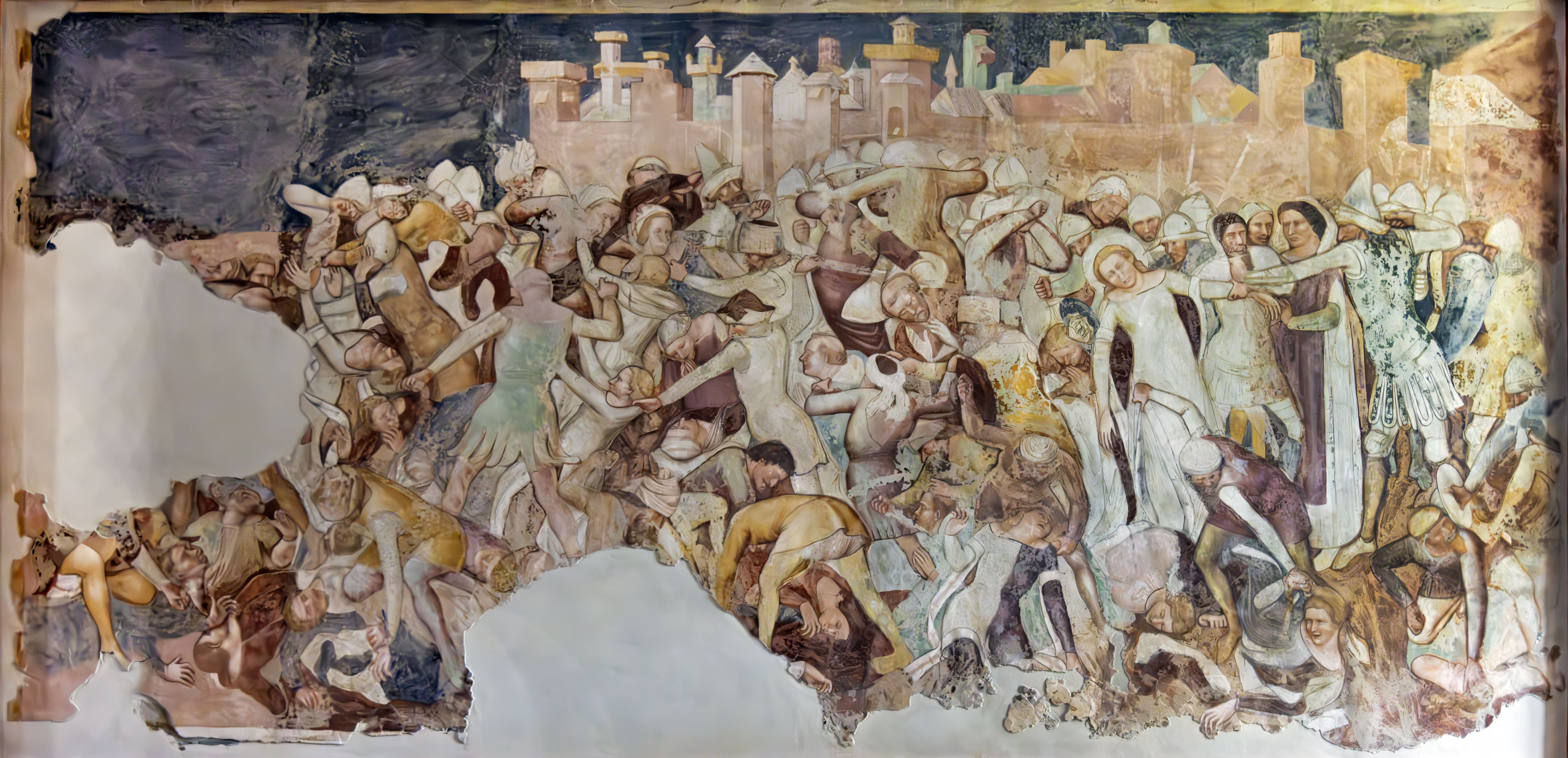
Storie di Sant'Orsola - Martirio - Museo Civico, Treviso